# Zaporizja

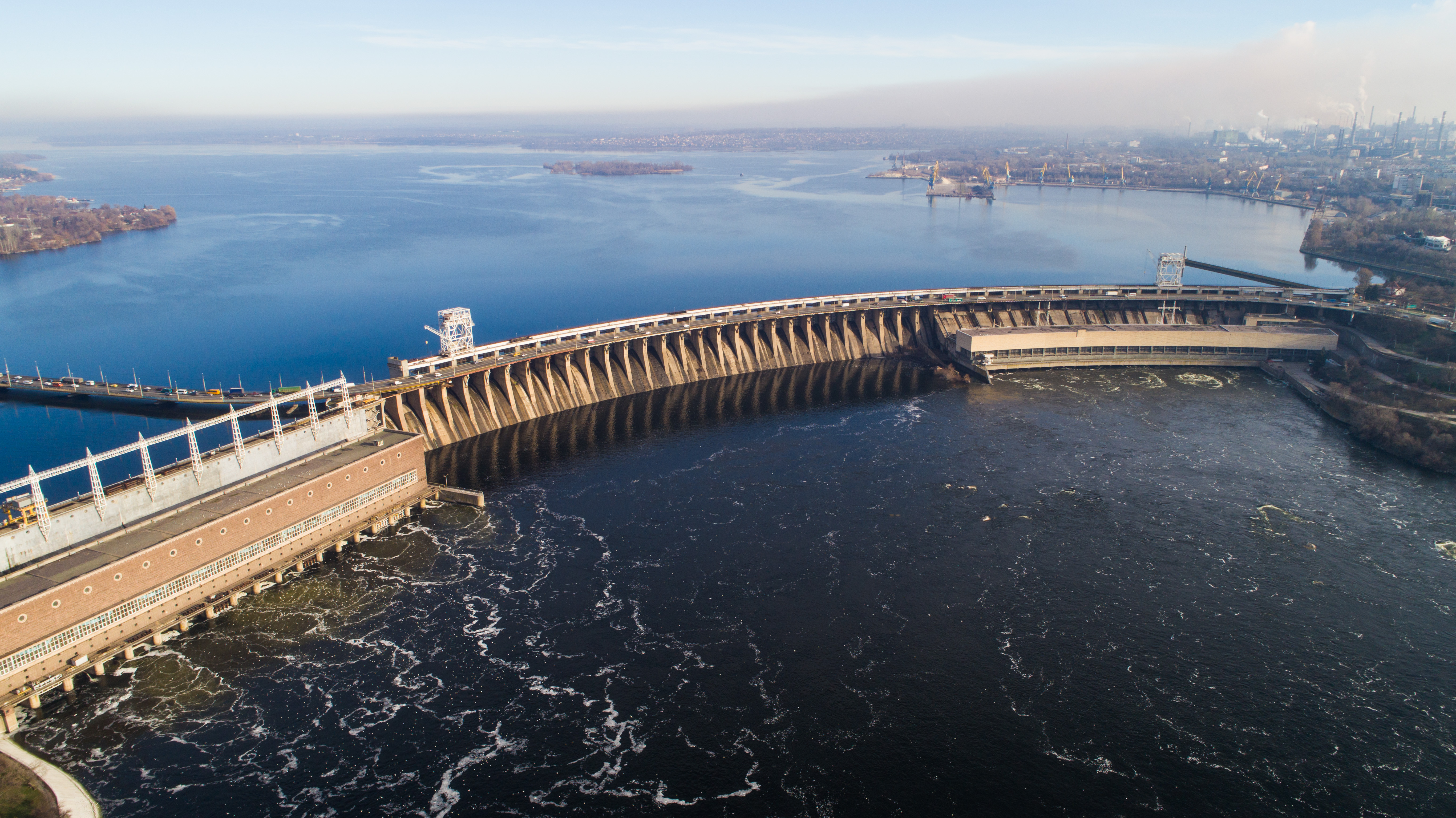
Stuwdam van de waterkrachtcentrale DnjeproGES

Zaporizja (Oekraïens: Запоріжжя, Zaporizjzja; Russisch: Запорожье, Zaporozje) is een stad in het zuidoosten van Oekraïne en de hoofdstad van de oblast Zaporizja. Zaporizja is met ongeveer 722.700 inwoners (schatting 2021) de zesde stad van Oekraïne. Het ligt op ongeveer 70 kilometer van Dnipro aan de oevers van de rivier de Dnjepr.

## Economie en milieu
Zaporizja is een belangrijk economisch centrum voor Oekraïne en is met name bekend door de aanwezigheid van:
- Waterkrachtcentrale van de Dnjepr, de grootste hydro-elektrische krachtcentrale in de Dnjepr
- ZAZ, de belangrijkste autofabrikant van Oekraïne
- Motor Sich, een wereldberoemde vliegtuigfabrikant
- Zaporizhstal, een grote staalfabriek van Metinvest

De stad was tijdens de Sovjettijd vooral een industriestad, met als consequentie veel luchtvervuiling. De overgang naar een markteconomie sinds de onafhankelijkheid van Oekraïne heeft de luchtkwaliteit geleidelijk aan verbeterd. Ondanks dat het voor toeristen niet echt een aantrekkelijke stad is, behoort de stad wel tot een reguliere stopplaats van Dnjeprcruiseschepen om het eiland Chortytsja te kunnen bezoeken.

## Geschiedenis
Het eiland Chortytsja ligt ten opzichte van de moderne stad aan de overkant van de rivier de Dnjepr en was in de zeventiende eeuw een van de historische locaties van de Zaporozka Sitsj, het belangrijkste gefortificeerde hoofdkwartier van de Zaporozje-Kozakkenstaat Zaporozka Voisko in het historische gebied Zaporizja.
Oorspronkelijk was de naam van de stad Aleksandrovsk, naar prins Aleksander Golitsyn, een commandant van het Russische leger. Vanaf 1921 werd de naam Zaporizja aangenomen, naar de stroomversnellingen in de Dnjepr. Deze verdwenen korte tijd later met de aanleg van stuwdammen in de rivier. De waterkrachtcentrale werd op 10 oktober 1932 ingehuldigd.
Gedurende de Tweede Wereldoorlog blies de geheime dienst NKVD op 18 augustus 1941 een gat in de dam, hoewel deze nog in handen van de sovjets was. In de vloedgolf die daarop de vallei overspoelde, vonden naar schatting 20.000 à 100.000 mensen de dood. Nog tijdens de oorlog lagen er krijgsgevangenenkampen bij de stad.

## Sport
De voetbalclub uit de stad heet Metaloerh Zaporizja en speelt in de Slavoetytsj-Arena.

## Kerncentrale
Bij de plaats Enerhodar ligt de kerncentrale Zaporizja, de grootste van Europa. Er was eind november 2014 een veiligheidsincident in deze centrale, maar volgens rapporten leverde dit geen gevaar op.
In de nacht van 3 op 4 maart 2022 werd de kerncentrale aangevallen door het Russische leger, tijdens de Russische invasie van Oekraïne. Het was de eerste aanval door een leger op een kerncentrale ooit.

## Geboren
- Viktor Matvijenko (9 november 1948), voetballer en trainer
- Jevhen Sjachov (6 augustus 1962), voetballer en trainer
- Svitlana Bondarenko (12 augustus 1971), zwemster
- Volodymyr Polikarpenko (9 juni 1972), triatleet
- Vita Stopina (21 februari 1976), atlete
- Denys Sylantjev (25 september 1976), zwemmer
- Alyosha (14 mei 1986), zangeres
- Denys Olijnyk (16 juni 1987), voetballer
- Serhij Kryvtsov (15 maart 1991), voetballer
- Serhij Sydortsjoek (2 mei 1991), voetballer
- Maksym Koval (9 december 1992), voetballer
- Valerij Loetsjkevytsj (11 januari 1996), voetballer
- Volodymyr Brazjko (23 januari 2002), voetballer
- Tetjana Lazarenko (18 augustus 2003), beachvolleyballer
- Maria Sur (31 december 2004), zangeres